# Platon (krater księżycowy)

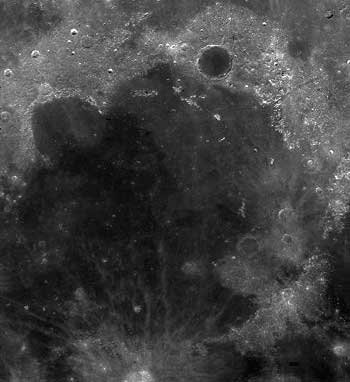
Mare Imbrium z wyraźnie widocznym kraterem Plato (okrągła formacja na górze zdjęcia)

Platon – krater uderzeniowy na Księżycu, znajdujący się blisko północnej krawędzi Mare Imbrium. Krater ma okrągłą formę obwałowanej równiny i strome zbocza o wysokości około 2,4 km. Dno krateru jest płaskie i zalane zastygłą, ciemną lawą.
Krater Plato, jako wyraźnie widoczny obiekt na tarczy Księżyca, dominuje na północnej krawędzi Mare Imbrium, przerywając niejako łańcuch Alp Księżycowych. Na całej powierzchni krater ma równo zalaną lawą płaską powierzchnię. Prawdopodobnie powstał po powstaniu basenu uderzeniowego Imbrium, ale przed zalaniem jego wnętrza lawą, około 3,84 mld lat temu.
Wewnątrz krateru głównego znajdują się małe młodsze kratery o średnicy kilku kilometrów.
Plato jest otoczony wałem o wysokości około 2000–2400 metrów.
Nazwa krateru upamiętnia Platona, jednego z najwybitniejszych filozofów starożytności.

## Kratery satelickie
| Plato | Szerokość | Długość | Średnica w km |
| ----- | --------- | ------- | ------------- |
| B     | 53,0° N   | 17,2° W | 13            |
| C     | 53,2° N   | 19,4° W | 10            |
| D     | 49,6° N   | 14,5° W | 10            |
| E     | 49,7° N   | 16,2° W | 7             |
| F     | 51,7° N   | 17,4° W | 7             |
| G     | 52,1° N   | 6,3° W  | 8             |
| H     | 55,1° N   | 2,0° W  | 11            |
| J     | 49,0° N   | 4,6° W  | 8             |
| K     | 46,8° N   | 3,3° W  | 6             |
| KA    | 46,8° N   | 3,6° W  | 6             |
| L     | 51,6° N   | 4,3° W  | 10            |
| M     | 53,1° N   | 15,4° W | 8             |
| O     | 52,3° N   | 15,4° W | 9             |
| P     | 51,5° N   | 15,2° W | 8             |
| Q     | 54,5° N   | 4,8° W  | 8             |
| R     | 53,8° N   | 18,3° W | 6             |
| S     | 53,8° N   | 14,9° W | 6             |
| T     | 54,5° N   | 11,2° W | 8             |
| U     | 49,6° N   | 7,4° W  | 6             |
| V     | 55,8° N   | 7,4° W  | 6             |
| W     | 57,2° N   | 17,8° W | 4             |
| X     | 50,1° N   | 13,8° W | 5             |
| Y     | 53,1° N   | 16,3° W | 10            |